# 빅 멘사
빅 멘사(Vic Mensa, 1993년 6월 6일 ~ )는 미국의 래퍼이다. 그는 미국의 인디 밴드 "Kids These Days"의 멤버였다.